# Comuna Tutovîci, Sarnî
Tutovîci (în ucraineană Тутовичі) este o comună în raionul Sarnî, regiunea Rivne, Ucraina, formată din satele Dovhe, Țepțevîci, Tutovîci (reședința) și Vîsove.

## Demografie
Componența lingvistică a comunei Tutovîci
     Ucraineană (99,59%)
     Alte limbi (0,33%)
Conform recensământului din 2001, majoritatea populației comunei Tutovîci era vorbitoare de ucraineană (99,59%), existând în minoritate și vorbitori de alte limbi.